# Thierhof (Lendersdorf)
Der Thierhof war ein Gutshof im Dürener Stadtteil Lendersdorf.
Der Gutshof war ursprünglich ein Lehen von Nideggen. Um 1479 wurde die Familie Spies von Büllesheim mit dem Hof belehnt. Mehr ist nicht bekannt.
Bis zu seinem Tod um 1427, hatte Steven von Roire den Turm von Lendersdorf als Nideggener Burglehen. Sitz der Familie von Rohr war die Burg Rohr (Blankenheim) im Kreis Euskirchen.
Ab dem 30. November 1427 wurde Johann Spies von Büllesheim und am 29. Januar 1479 sein Sohn, Daem Spies von Büllesheim, beide Mitglieder der teilweise im Herzogtum Jülich ansässigen Familie Spies von Büllesheim belehnt.
Nach dem Tod des Spies von Büllesheim fiel der Thiergarten an den Herzog von Jülich. Am 14. Januar 1528 beauftragte der Herzog den Kirstgen von Destelroede (Distelrath) mit dessen Verwaltung und überlässt dann am 28. November 1535 dem Werner Herr von Binsfeld, Amtmann von Nideggen, den Thiergarten als Lehen auf Lebenszeit.
Der Amtmann der Stadt Düren, Reinhard II. von Vlatten, erhält als Entschädigung für seine Verluste bei der Belagerung und Zerstörung der Stadt Düren 1543, durch die Truppen Kaiser Karls V. u. a. das Recht, seine Schweine in den Thiergarten von Lendersdorf zu treiben. Dies weist auf ein Mastungsrecht und eine Nutzung des Tiergartens als Hutweide, bzw. Waldweide, zur Schweinemast, mittels Eichelmast hin.
Von diesem Tiergarten berichtet das Weistum von Lendersdorf aus dem Jahre 1549 folgendermaßen: „Es hat unser gnädiger Fürst und Herr in unserem Dingmahl keinen eigenen Hof, sondern nur den Tiergarten; den hat der Landdrost in Gebrauch. Die Größe desselben beträgt an Busch, Weiden und zerstörten Weiden zwischen 20 und 30 Morgen, und hat die Rur viele derselben abgetrieben und thut es täglich mehr und mehr. Ferner gehörte dazu ein Haubusch „Beies“ genannt, ungefähr 18 Morgen groß. Außer anderen Gerechtsamen bezog der Tiergarten den Zehnten von einer größeren Anzahl von Ländereien und besonders von Wasserflächen an der Rur. Letztere lagen angefangen oberhalb von Winden (Kreuzau) (das dort gelegene Wasserstück heißt die „Overschelde“) bis hinab unterhalb von Merken. Diese wurden zur Fischerei benutzt.“
Wie eine Kellerei-Rechnung von 1621/1622 belegt, war der Thiergarten damals an den Doktor der Medizin, Henrico Pallandt zur eigenen Nutzung, Räumung und Gestaltung, verpachtet, was das Ende des Tiergartens in Lendersdorf bedeutete.
1646 wurde das Lehngut „Tiergarten“, was mit dem genannten Turm identisch sein dürfte, als seit langem zerstört beschrieben.
Auf der Topographischen Karte von 1836–1850 (Maßstab 1:25.000) kann man erkennen, dass sich hinter den heutigen Häusern Schneidhausener Weg 25a und 25, jenseits des Lendersdorfer Mühlenteichs, ein rechteckiges Bauwerk (Turm) mit einem Wassergraben befand, welcher vom Mühlenteich mit Wasser versorgt wurde. Der Turm lag hier an einem Talpass (Engtal), von dem aus man das Rurtal damals leicht überwachen konnte. Heute befindet sich dort Grünland. Wie auf der Karte der Uraufnahme zu sehen, lag der zum Turm gehörende Thierhof (Lehnshof), ein Winkelhof mit hakenförmigem Grundriss, damals auf der anderen Seite des Mühlenteichs, auf den Grundstücken Schneidhausener Weg 25a und 25.
Um 1840 wurde der sogenannte Turm abgebrochen, als das Gelände der Fabrik Hoesch zufiel. Pfarrer Füssenich schreibt 1924 dazu: „Seit Anfang des 19. Jahrhunderts besaß Joachim Künster den „Tierhof“. Seine Tochter Helene Künster, die letzte ihrer Familie, vermachte ihr bedeutendes Vermögen zu einer großen Stiftung zu Gunsten der Armen von Lendersdorf und der umliegenden Ortschaften und wurde zur Wohltäterin ihrer Heimatgemeinde. Das zierliche Haus stand bis in die 1840er Jahre neben den mit Gräben umgebenen, parkähnlichen Gartenanlagen. Damals wurde es von der Firma Eberhard Hoesch und Söhne erworben und niedergelegt. Der ganze Platz wurde zur Erweiterung deren Fabrikanlage benutzt“.
Der Turm lässt auf eine wehrhafte Anlage schließen. Der Name des Hofes, nämlich Tiergarten, deutet darauf hin, dass hier im Mittelalter ein umzäuntes Jagdgelände bestanden hat. Pfarrer Füssenich schreibt 1924 dazu: „Tiergarten nannte man vor Zeiten ein größeres, eingefriedetes Grundstück, dessen Zaun derartig eingerichtet war, daß das in der Freiheit lebende Wild wohl in den abgeschlossenen Raum hineingelangen, aber den Rückweg ins Freie nicht mehr finden konnte. Eine derartige Anlage konnte ohne Eingriff in die Rechte des Jagdherren nicht geschaffen werden. Da das Recht zur Ausübung der Jagd sich meistens in den Händen des Landesherren befand, so ist die Anlage der Tiergärten in den meisten Fällen auf den betreffenden Landesherren zurückzuführen. Häufig liegen dieselben in der Nähe der Residenz oder einer Burg des Landesherren.“
In Lendersdorf erinnert heute noch die Straße Im Tiergarten an das Gut.